# عبدالجبار شلگری
عبدالجبار شلگری (زاده: ۱۳۳۳ ولسوالی اندر، ولایت غزنی) سیاست‌مدار افغانستانی و نماینده مردم غزنی در دوره پانزدهم مجلس نمایندگان افغانستان است.

## زندگی‌نامه
عبدالجبار شلگری متولد ۱۳۳۳ از ولسوالی اندر ولایت غزنی افغانستان است. وی دارای مدرک تحصیلی بکلوریا/دیپلم و از اعضای ارشد حزب اسلامی ارغندیوال است.

## دیگر فعالیت‌ها
- کارمند در وزارتخانه‌های داخله، آب، برق و آبیاری[۱]